# Проєкт «Аве Марія»
Проєкт «Аве Марія» або Проєкт «Радуйся, Маріє» (англ. Project Hail Mary) — майбутній американський науково-фантастичний фільм, заснований на однойменному романі Енді Віра. Режисери та співпродюсери фільму — Філ Лорд і Крістофер Міллер, а сценарій написав Дрю Годдард. У головних ролях Раян Ґослінґ і Сандра Гюллер.

## Синопсис
Єдиному вцілілому на космічному кораблі астронавту доручено врятувати людство.

## Акторський склад
| Актор           | Роль                                                               |
| --------------- | ------------------------------------------------------------------ |
| Раян Ґослінґ    | Райленд Грейс астронавт                                            |
| Сандра Гюллер   | Єва Стратт начальниця Грейса і керівник проєкту «Аве Марія»        |
| Мілана Вайнтруб | Олеся Ілюхіна одна з відібраних астронавтів до екіпажу «Аве Марії» |
| Кен Люн         |                                                                    |

## Виробництво
У березні 2020 року було оголошено, що Metro-Goldwyn-Mayer Pictures наближається до угоди щодо придбання прав на адаптацію роману Енді Вейра Проєкт «Радуйся, Маріє», а Раян Ґослінґ має зігргати головну роль. Права на роман придбав Майкл Де Лука з MGM за 3 мільйони доларів. У травні 2020 року Філ Лорд і Крістофер Міллер були найняті як режисери і продюсери фільму. Наступного місяця Дрю Годдард був найнятий для написання сценарію. У квітні 2024 року Amazon MGM Studios, яка придбала MGM у 2022 році, оголосила про можливий вихід фільму в 2026 році. У травні Сандра Гюллер приєдналася до акторського складу, а оператором став Ґреґ Фрейзер. У червні до акторського складу приєдналася Мілана Вайнтруб.

### Зйомки
Основні зйомки розпочалися 3 червня 2024 року у Великій Британії.

## Випуск
Вихід у прокат в Сполучених Штатах запланований на 20 березня 2026 року.